# 森本龍太郎
森本龙太郎（日语：／ Morimoto Ryūtarō，1995年4月6日—）是日本一名歌手、演员和偶像，他目前是唱跳组合与的主唱。他出生于石川县金泽市，而在神奈川县长大。

## 个人生活
森本龙太郎的弟弟是隶属杰尼斯事务所组合SixTONES的成员森本慎太郎。2009年9月26日，在乐天对欧力士的职业棒球联赛开球仪式上，兄弟俩关系正式披露。

## 演出作品
本章节记录的为森本龙太郎的个人演出作品，有关其作为团队成员的演出作品请参看Hey! Say! JUMP。

### 综艺节目
- 《Ya-Ya-yah（日语：Ya-Ya-yah (テレビ番組)）》（2004年8月－2007年10月；日本电视台）

- 《YOU们！（日语：YOUたち!）》（2006年10月－12月；日本电视台）

- 《爆笑100分TV！平成Family（日语：爆笑100分テレビ!平成ファミリーズ）》（2007年10月－2008年3月；日本电视台）[9]

- 《百识～1个人要知道的百种知识～（日语：百識王）》（2007年10月－2008年3月；富士电视台）

- 《时空间☆世代Battle 昭和×平成SHOW Hey! Say!（日语：時空間☆世代バトル 昭和×平成 SHOWはHey! Say!）》（2008年4月6日－2009年3月29日；日本电视台）

### 电视剧
- 《考试之神》（2007年；日本电视台）——饰：西园寺义嗣[10]

### 舞台剧
- 《DREAM BOYS》（2006年1月3日－29日；帝国剧场）[11]——饰：和也（少年时期）

- 《泷泽演舞城》（2006年3月7日－4月25日；新桥演舞场）[12]

- 《DREAM BOYS》（2007年9月5日－30日；帝国剧场）——饰：由纪（与森本慎太郎、京本大我三人共演该角色）[13]